# Lepisosteus
Lepisosteus là một chi cá trong họ Lepisosteidae.

## Các loài
- Lepisosteus oculatus Winchell, 1864
- Lepisosteus osseus Linnaeus, 1758
- Lepisosteus platostomus Rafinesque, 1820
- Lepisosteus platyrhincus DeKay, 1842